# 林政德
林政德（1965年12月5日—）是台灣的漫畫家，高雄市人。

## 簡歷
- 14歲以妹妹名字林麗君為筆名，投稿少女漫畫[1]。
- 十八歲拜著名漫畫家蔡志忠先生为師，正式投入漫畫界。
- 曾就讀台灣高雄市左營高中，《YOUNG GUNS》漫畫中的校園景物多取材自當時的左營高中。
- 曾任宏廣股份有限公司的構圖師，任職兩年之後隨即投入漫畫市場，正式以漫畫創作為職業。其中成名作《YOUNG GUNS》充滿趣味、節奏緊湊、超細膩的精緻畫風，使得這部作品深受讀者大眾喜愛，亦奠定了林政德在漫畫界的地位與知名度。
- 2000年前往南京，與英業達集團旗下的明日工作室展開合作，繪製金庸授權的《鹿鼎記》，明日工作室亦將林政德的作品轉變為更多元化的數位產品。
- 漫畫代表作為《YOUNG GUNS》、《鹿鼎記》漫畫版、《鬥陣》……等。

## 人物

### 曾獲獎項
- 1984年 全國漫畫大擂台獲得佳作的成績。
- 1996年 救國團青年獎章。
- 1999年 亞洲漫畫高峰會－福爾摩莎漫畫獎之最受歡迎獎。
- 2002年 第一屆漫畫金像獎－超人氣漫畫男主角奬：韋小寶[2]。

### 曾獲殊榮
- 臺灣漫畫單行本銷售冠軍（YOUNG GUNS單行本平均10萬冊以上，其中第7集單集發行量突破20萬冊）。
- 臺灣首位漫畫家創造之漫畫人物成為廣告代言人（1995年光陽ZAP50機車）。
- 臺灣少數漫畫家之作品被改編為卡通者。
- 臺灣首位漫畫人物授權商品者（分別由怡华实业公司、統一獅職棒公司、知音卡片公司、松崗科技公司、藍色創意設計公司……等簽約）。
- 臺灣最具海外市場之漫畫家（分別授權發行韓國、新加坡、馬來西亞、香港、泰國……等）。
- 臺北市漫畫家公會理事。

## 作品一覽

### 漫畫單行本
- 鬥陣（全1集）
- YOUNG GUNS（全12集）
- 鹿鼎記（全8集）

#### 林政德短篇作品集1《哪吒》
- 《暖暖冬陽》
- 《賭徒賭途》
- 《相見歡》
- 《神劍手奇遇》
- 《機智的孔融》
- 《遲到》
- 《吵架》
- 《小客人》

- 《棒球風雲》
- 《亂畫》
- 《龍種》
- 《大明》
- 《給媽媽的生日禮物》
- 《給爸爸的信》
- 《大金剛》
- 《LOOKING FOR A NEW LOVE》

#### 林政德短篇作品集2《SHAKE YOU DOWN》
- 《斷頭記》
- 《飛牛》
- 《想告訴你》
- 《OH! SHE DRIVES ME CRAZY》
- 《二元二次方程式》
- 《SHAKE YOU DOWN》

### 畫集
- 《HAPPY LAND林政德創作全記錄》，尖端出版社，1999年2月1日，ISBN 9571018708
- 《YOUNG GUNS複製畫集》，尖端出版社，ISBN 9571014036

### 動畫卡通作品
- YOUNG GUNS 1《青春戰士》
- YOUNG GUNS 2《拈花惹草》